# بريسدنس روكي ساينز بينيا (مدينة)
بريسدنس روكي ساينز بينيا (بالإسبانية: Presidencia Roque Sáenz Peña)‏ هي منطقة سكنية تقع في الأرجنتين في شاكو (محافظة). يقدر عدد سكانها بـ 76,377 نسمة .

## المناخ
يظهر الجدول التالي التغييرات المناخية على مدار السنة لبريسدنس روكي ساينز بينيا:
| البيانات المناخية لـبريسدنس روكي ساينز بينيا                                                                                                 | البيانات المناخية لـبريسدنس روكي ساينز بينيا | البيانات المناخية لـبريسدنس روكي ساينز بينيا | البيانات المناخية لـبريسدنس روكي ساينز بينيا | البيانات المناخية لـبريسدنس روكي ساينز بينيا | البيانات المناخية لـبريسدنس روكي ساينز بينيا | البيانات المناخية لـبريسدنس روكي ساينز بينيا | البيانات المناخية لـبريسدنس روكي ساينز بينيا | البيانات المناخية لـبريسدنس روكي ساينز بينيا | البيانات المناخية لـبريسدنس روكي ساينز بينيا | البيانات المناخية لـبريسدنس روكي ساينز بينيا | البيانات المناخية لـبريسدنس روكي ساينز بينيا | البيانات المناخية لـبريسدنس روكي ساينز بينيا | البيانات المناخية لـبريسدنس روكي ساينز بينيا |
| الشهر | يناير                                        | فبراير                                       | مارس                                         | أبريل                                        | مايو                                         | يونيو                                        | يوليو                                        | أغسطس                                        | سبتمبر                                       | أكتوبر                                       | نوفمبر                                       | ديسمبر                                       | المعدل السنوي                                |
| --- | -------------------------------------------- | -------------------------------------------- | -------------------------------------------- | -------------------------------------------- | -------------------------------------------- | -------------------------------------------- | -------------------------------------------- | -------------------------------------------- | -------------------------------------------- | -------------------------------------------- | -------------------------------------------- | -------------------------------------------- | -------------------------------------------- |
| الدرجة القصوى °م (°ف) | 43.8 (110.8)                                 | 42.5 (108.5)                                 | 41.9 (107.4)                                 | 38.8 (101.8)                                 | 39.0 (102.2)                                 | 35.2 (95.4)                                  | 36.7 (98.1)                                  | 40.4 (104.7)                                 | 41.8 (107.2)                                 | 46.2 (115.2)                                 | 44.5 (112.1)                                 | 44.2 (111.6)                                 | 46.2 (115.2)                                 |
| متوسط درجة الحرارة الكبرى °م (°ف) | 34.0 (93.2)                                  | 32.4 (90.3)                                  | 31.1 (88.0)                                  | 27.2 (81.0)                                  | 24.4 (75.9)                                  | 21.9 (71.4)                                  | 22.5 (72.5)                                  | 24.8 (76.6)                                  | 26.8 (80.2)                                  | 29.4 (84.9)                                  | 31.1 (88.0)                                  | 33.0 (91.4)                                  | 28.2 (82.8)                                  |
| المتوسط اليومي °م (°ف) | 27.1 (80.8)                                  | 26.1 (79.0)                                  | 24.6 (76.3)                                  | 20.8 (69.4)                                  | 17.9 (64.2)                                  | 15.6 (60.1)                                  | 15.3 (59.5)                                  | 17.0 (62.6)                                  | 19.2 (66.6)                                  | 22.3 (72.1)                                  | 24.2 (75.6)                                  | 26.2 (79.2)                                  | 21.4 (70.5)                                  |
| متوسط درجة الحرارة الصغرى °م (°ف) | 20.2 (68.4)                                  | 19.4 (66.9)                                  | 18.4 (65.1)                                  | 14.9 (58.8)                                  | 12.2 (54.0)                                  | 10.0 (50.0)                                  | 8.8 (47.8)                                   | 9.8 (49.6)                                   | 11.8 (53.2)                                  | 15.1 (59.2)                                  | 17.0 (62.6)                                  | 19.2 (66.6)                                  | 14.7 (58.5)                                  |
| أدنى درجة حرارة °م (°ف) | 8.4 (47.1)                                   | 6.8 (44.2)                                   | 3.9 (39.0)                                   | 0.7 (33.3)                                   | −5.5 (22.1)                                  | −7.3 (18.9)                                  | −6.8 (19.8)                                  | −8.7 (16.3)                                  | −6.5 (20.3)                                  | 0.2 (32.4)                                   | 2.6 (36.7)                                   | 5.0 (41.0)                                   | −8.7 (16.3)                                  |
| الهطول مم (إنش) | 136.7 (5.38)                                 | 120.0 (4.72)                                 | 130.7 (5.15)                                 | 113.6 (4.47)                                 | 47.4 (1.87)                                  | 25.4 (1.00)                                  | 18.6 (0.73)                                  | 21.7 (0.85)                                  | 37.4 (1.47)                                  | 90.9 (3.58)                                  | 118.9 (4.68)                                 | 125.3 (4.93)                                 | 986.6 (38.84)                                |
| متوسط أيام هطول الأمطار | 7                                            | 7                                            | 7                                            | 7                                            | 6                                            | 5                                            | 3                                            | 3                                            | 4                                            | 7                                            | 7                                            | 7                                            | 70                                           |
| متوسط الرطوبة النسبية (%) | 70                                           | 72                                           | 76                                           | 78                                           | 78                                           | 78                                           | 73                                           | 67                                           | 64                                           | 67                                           | 69                                           | 69                                           | 72                                           |
| ساعات سطوع الشمس الشهرية | 285.2                                        | 243.0                                        | 229.4                                        | 189.0                                        | 189.1                                        | 150.0                                        | 186.0                                        | 204.6                                        | 207.0                                        | 241.8                                        | 264.0                                        | 285.2                                        | 2٬674٫3                                      |
| نسبة وصول أشعة الشمس | 67                                           | 66                                           | 60                                           | 55                                           | 56                                           | 46                                           | 57                                           | 58                                           | 58                                           | 61                                           | 65                                           | 67                                           | 60                                           |
| المصدر: Instituto Nacional de Tecnología Agropecuaria (temperature 1930–2013, precipitation 1924–2013, humidity 1965–2013 and sun 1968–2013) |                                              |                                              |                                              |                                              |                                              |                                              |                                              |                                              |                                              |                                              |                                              |                                              |                                              |

## أعلام
- أوسكار إيبانيز
- كارلوس غابرييل سالازار
- ماركوس موندايني
- إليو روكا
- خوسيه لورينزو ساتورو